# Красник Іван
Іван Кра́сник (англ. John Krasnyk; 21 травня 1907 року, Перемишль — 16-18[⇨] червня 1967 року, Чикаго) — український спортивний діяч діаспори (друга хвиля еміграції). Присвятив життя розвитку фізичної культури та українського спорту на батьківщині та за кордоном.

## Життєпис

### До еміграції
Народився Іван Красник 21 травня 1907 року у Перемишлі. Із членів сім'ї, про яких відомо, мав брата, Ярослава (пом. 1960 р.).
Навчався Іван у міській гімназії Перемишля, а вищу освіту здобув у Краківському університеті, отримавши ступінь магістра фізичної культури. Уже як гімназист у Перемишлі, він долучився до українських спортивних товариств «Сянова Чайка» і «Беркут», де розпочав свою спортивну діяльність. Після випуску — вчителював у тій же гімназії. Активно працював у рамках Українського Спортового Союзу, де грав важливу роль у розвитку спортивної галузі у 1930-х роках. У 1940-1941 рр. викладав фізичну культуру у Ярославській гімназії. Під час німецької окупації України, Красник організував масові спортивні виступи молоді за дорученням Українського Центрального Комітету.

### Німеччина
У 1944 році, емігрує до Німеччини. Продовжує свою спортивну та педагогічну діяльність у таборах переміщених осіб (Ді-Пі) у містах Аугсбург і Лаупгайм, ставши співзасновником Ради фізичної культури (1945) у таборі міста Карлсфельд. У 1946 був обраний спочатку заступником голови, а потім і головою цієї організації (з 1946 або 1947 по 1948). У 1948 році ініціює та допомагає у проведенні Олімпіади Ді-Пі 1948 року у Німеччині, що відзначилося як велика подія для українського спорту.

### США
З 1949 року Іван Красник емігрує у Чикаго, США, де проживає під іменем «Джон Красник» (англ. John Krasnyk). Там він засновує, разом з Богданом Білинським, Володимиром Вірщуком, Григорієм Масником та Ярославом Раком, спортивне товариство «Січ», яке опісля отримує назву УАСТ «Леви».
Брав активну участь у спортивному житті української діаспори, ініціював створення Союзу українсько-американських спортивних товариств та з 1953 року очолював його підрозділ («СУАСТ-Захід» або «СУАСТ-Північ»). Був членом Українського народного союзу, одним із засновників його 399-го відділу УАСТ «Леви» (29 травня 1954), який пізніше очолював його шість років, після чого ще сім років працює там же секретарем. 24 грудня 1955 року у Торонто ініціює створення та очолює на посаді президента Українську спортивну централю Америки і Канади (з 1955 і по 1957 рік).

### Смерть
У 1967 році у Чикаго, у віці 60 років, ймовірно, внаслідок серцевого нападу, Іван Красник помирає. За різними джерелами, сталось це 16, 17, або 18 червня. Похорон відбувся 20 червня у Чикаго.